# Marieulles
Marieulles là một xã trong vùng Grand Est, thuộc tỉnh Moselle, quận Metz-Campagne, tổng Verny. Tọa độ địa lý của xã là 48° 59' vĩ độ bắc, 06° 06' kinh độ đông. Marieulles nằm trên độ cao trung bình là 250 mét trên mực nước biển, có điểm thấp nhất là 183 mét và điểm cao nhất là 375 mét. Xã có diện tích 8,19 km², dân số vào thời điểm 1999 là 575 người; mật độ dân số là 70 người/km². Marieulles nằm về phía đông nam của Metz.

## Thông tin nhân khẩu
| 1962 | 1968 | 1975 | 1982 | 1990 | 1999 |
| ---- | ---- | ---- | ---- | ---- | ---- |
| 330  | 336  | 356  | 456  | 554  | 575  |